# Fist of the Dragon
Fist of the Dragon es una película estadounidense-china de acción de 2014, dirigida por Antony Szeto, escrita por Justin Fox, musicalizada por Longan So, en la fotografía estuvo Hubert Wang y los protagonistas son Josh Thomson, Ellary Porterfield y Daniel Whyte, entre otros. El filme fue producido por New Horizons Picture, ACE Studios y Hippopotamus Films; se estrenó el 9 de octubre de 2014.

## Sinopsis
Damon, un luchador de artes marciales mixtas, se retira y se va a China para conocer a su nueva pareja, Meili. Pero las cosas cambian rápidamente cuando, sin notarlo, se lleva un paquete buscado por un comerciante de armas ilegal. Ahora tiene que pelear para librarse de esa situación y proteger a su amada.